# Frédéric Krantz
Frédéric Krantz (ur. 13 września 1978 w Bordeaux) – francuski lekkoatleta, sprinter.

## Osiągnięcia
- dwa medale mistrzostw Europy juniorów (Lublana 1997 – brąz na 100 metrów oraz srebro w sztafecie 4 x 100 metrów)[1]
- srebro mistrzostw Europy (sztafeta 4 x 100 m, Budapeszt 1998)
- srebro młodzieżowych mistrzostw Europy (sztafeta 4 x 100 m, Göteborg 1999)[2]
- 5. miejsce podczas igrzysk olimpijskich (sztafeta 4 x 100 m, Sydney 2000)
- srebrny medal igrzysk śródziemnomorskich (sztafeta 4 x 100 m, Almería 2005)
- medalista mistrzostw Francji

## Rekordy życiowe
- bieg na 100 metrów – 10,17 (2001)
- bieg na 200 metrów – 20,49 (2001)